# Ryan Brathwaite
Pour les articles homonymes, voir Brathwaite.
Ryan Brathwaite (né le 6 juin 1988 à Bridgetown) est un athlète de la Barbade, champion du monde du 110 m haies en 2009. Il est le seul athlète barbadien de l’histoire à avoir remporté un titre mondial ou olympique.

## Carrière
Ryan Brathwaite se révèle durant la saison 2005 en se classant deuxième des Championnats du monde jeunesse de Marrakech en 13 s 44. L'année suivante, il remporte le titre des Championnats d'Amérique centrale et des Caraïbes juniors.
Sa meilleure performance était de 13 s 38, battue lors des Jeux olympiques à Pékin où il a été demi-finaliste en 13 s 59. Le 20 août 2009, il remporte la finale du 110 m haies, pour 1 centième d'avance, des Championnats du monde de Berlin en 13 s 14 (+0,1 m/s), améliorant le record national qu'il venait de battre en demi-finale. C'est la première médaille d'or pour la Barbade dans un championnat du monde et le plus jeune champion du monde dans cette discipline (21 ans). Le 20 septembre, il remporte la Finale mondiale de l'athlétisme de Thessalonique avec le temps de 13 s 16.
Le 9 juin 2012, à l'occasion du meeting Adidas Grand Prix de New York, 6e étape de la ligue de diamant 2012, il finit 5e du 110 mètres haies en 13 s 48, vent +0,9 m/s, derrière le vainqueur Jason Richardson (13 s 18).
En janvier 2018, il fait part de son indignation envers le gouvernement barbadien, qui ne le soutient pas dans sa profession sportive. Si ses performances des dernières années le laissent perplexe, Brathwaite espère cependant faire son retour au plus haut niveau et participer aux Jeux olympiques de 2020, avant de mettre un terme à sa carrière.
Il n'a aucun lien avec Shane Brathwaite, également né à Bridgetown et finaliste mondial 2016 et 2017 de la même discipline,.

## Palmarès
| Date | Compétition                              | Lieu           | Résultat | Épreuve     | Temps   |
| ---- | ---------------------------------------- | -------------- | -------- | ----------- | ------- |
| 2005 | Championnats du monde jeunesse           | Marrakech      | 2e       | 110 m haies | 13 s 44 |
| 2007 | Championnats panaméricains juniors       | São Paulo      | 3e       | 110 m haies | 13 s 61 |
| 2007 | Jeux panaméricains                       | Rio de Janeiro | 4e       | 110 m haies | 13 s 70 |
| 2008 | Champ. d'Am. centrale et des Caraïbes    | Cali           | 4e       | 110 m haies | 13 s 66 |
| 2009 | Champ. d'Am. centrale et des Caraïbes    | La Havane      | 2e       | 110 m haies | 13 s 31 |
| 2009 | Championnats du monde                    | Berlin         | 1er      | 110 m haies | 13 s 14 |
| 2009 | Finale mondiale                          | Thessalonique  | 1er      | 110 m haies | 13 s 16 |
| 2010 | Jeux d'Amérique centrale et des Caraïbes | Mayagüez       | 1er      | 110 m haies | 13 s 39 |
| 2012 | Jeux olympiques                          | Londres        | 5e       | 110 m haies | 13 s 40 |

## Records
| Épreuve     | Performance | Lieu         | Date                        |
| ----------- | ----------- | ------------ | --------------------------- |
| 110 m haies | 13 s 14     | Berlin Paris | 20 août 2009 6 juillet 2013 |